# Jitender Kumar (ur. 1988)
Jitender Kumar (ur. 18 lipca 1988 w Sirsie) – indyjski bokser, olimpijczyk z Pekinu.

## Kariera amatorska
W 2006 reprezentował Indie na igrzyskach Wspólnoty Narodów w Melbourne. W wadze muszej rywalizację rozpoczął od zwycięstwa nad Pakistańczykiem Karimem Noumanem, wygrywając na punkty (14:5). Przed ćwierćfinałem pokonał reprezentanta Lesotho Meshacka Letsoepę, wygrywając na punkty (26:12). W walce o półfinał rywalem reprezentanta Indii był Botswańczyk Lechedzani Luza. Kumar zwyciężył minimalnie na punkty (17:15), zapewniając sobie półfinał i jednocześnie brązowy medal. Półfinałowy pojedynek przegrał ze zwycięzca w kategorii do 51 kg., Anglikiem Donem Broadhurstem.
W kwietniu 2007 był uczestnikiem tajskiego turnieju King's Cup, gdzie rywalizował w kategorii muszej. Zajął drugie miejsce w swojej kategorii wagowej, przegrywając z reprezentantem gospodarzy Somjitem Jongjohorem. W lipcu 2007 zdobył brązowy medal na mistrzostwach Azji w kategorii muszej. Kumar w ćwierćfinale tych mistrzostw pokonał Indonezyjczyka Bonyxa Saweho, wygrywając przed czasem w drugim starciu. W półfinale pokonał go reprezentant Kazachstanu Mirat Sarsenbayev. W październiku 2007 startował na mistrzostwach świata w Chicago. W pierwszym pojedynku zmierzył się z Igorem Samojlenką, którego pokonał na punkty (20:14). W 1/16 pokonał Niemca Ronny'ego Beblika, a w 1/8 finału przegrał z trzykrotnym mistrzem Europy Gieorgijem Bałakszynem.
W styczniu i marcu 2008 uczestniczył w kwalifikacjach olimpijskich dla Azji. W styczniowym turnieju odpadł już w początkowej fazie, przegrywając w 1/8 finału. W marcowych kwalifikacjach doszedł do półfinału w kategorii muszej i zdobył kwalifikacje. Rywalizację na igrzyskach olimpijskich w Pekinie rozpoczął od zwycięstwa nad Furkanem Memişem, wygrywając przed czasem w trzecim starciu. W 1/8 pokonał reprezentanta Uzbekistanu Tułaszboja Donijorowa, wygrywając na punkty (13:6). W walce o brązowy medal przegrał ze swoim byłym rywalem Gieorgijem Bałakszynem, ulegając na punkty (11:15). W grudniu tego samego roku zdobył brązowy medal w rozgrywanym w Moskwie pucharze świata. W półfinale pokonał go na punkty wicemistrz olimpijski z Pekinu Andry Laffita.